# Tanyderidae
Tanyderidae zijn een familie uit de orde van de tweevleugeligen (Diptera), onderorde muggen (Nematocera). Wereldwijd omvat deze familie zo'n 12 genera en 55 soorten.